# Cantó de Saint-Fargeau-Ponthierry
El cantó de Saint-Fargeau-Ponthierry és una divisió administrativa francesa del departament de Sena i Marne, situat al districte de Melun. Creat amb la reorganització cantonal del 2015.

## Municipis
- Boissise-le-Roi
- Dammarie-les-Lys
- Nandy
- Pringy
- Saint-Fargeau-Ponthierry
- Seine-Port